# Pro Arte
Pro Arte var en konstnärsgrupp med säte i Åbo. Gruppen uppstod när tolv konstnärer 1933 i protest lämnade den lokala konstnärsföreningen. Något gemensamt program fanns inte, men medlemmarna förenades av modernistiska strävanden. Gruppens bärande kraft var målaren Edwin Lydén, och dess mest kända medlem blev snart Otto Mäkilä. Gruppens verksamhet upphörde 1938. 
År 1957 grundade sju unga Åbokonstnärer konstnärsgruppen Pro Arte 57, som arrangerade gemensamma utställningar 1957–1959. Bland gruppens medlemmar märktes Alpo Jaakola, Olavi Vaarula och Antti Lampisuo. 